# William Henry Moody
William Henry Moody (Newbury, 23 dicembre 1853 – Haverhill, 2 luglio 1917) è stato un politico statunitense.

## Biografia
Fu il trentacinquesimo segretario della marina statunitense sotto il presidente degli Stati Uniti d'America Theodore Roosevelt.
Studiò alla Phillips Academy e successivamente all'università Harvard, ebbe gli insegnamenti di Richard Henry Dana Jr. e fu compagno di studi del futuro presidente Roosevelt. Soffrì di problemi di salute che non gli permisero di lavorare al meglio

## Riconoscimenti
Il cacciatorpediniere USS Moody (DD-277) è stato chiamato così in suo nome.